# Maurice Greene (Komponist)

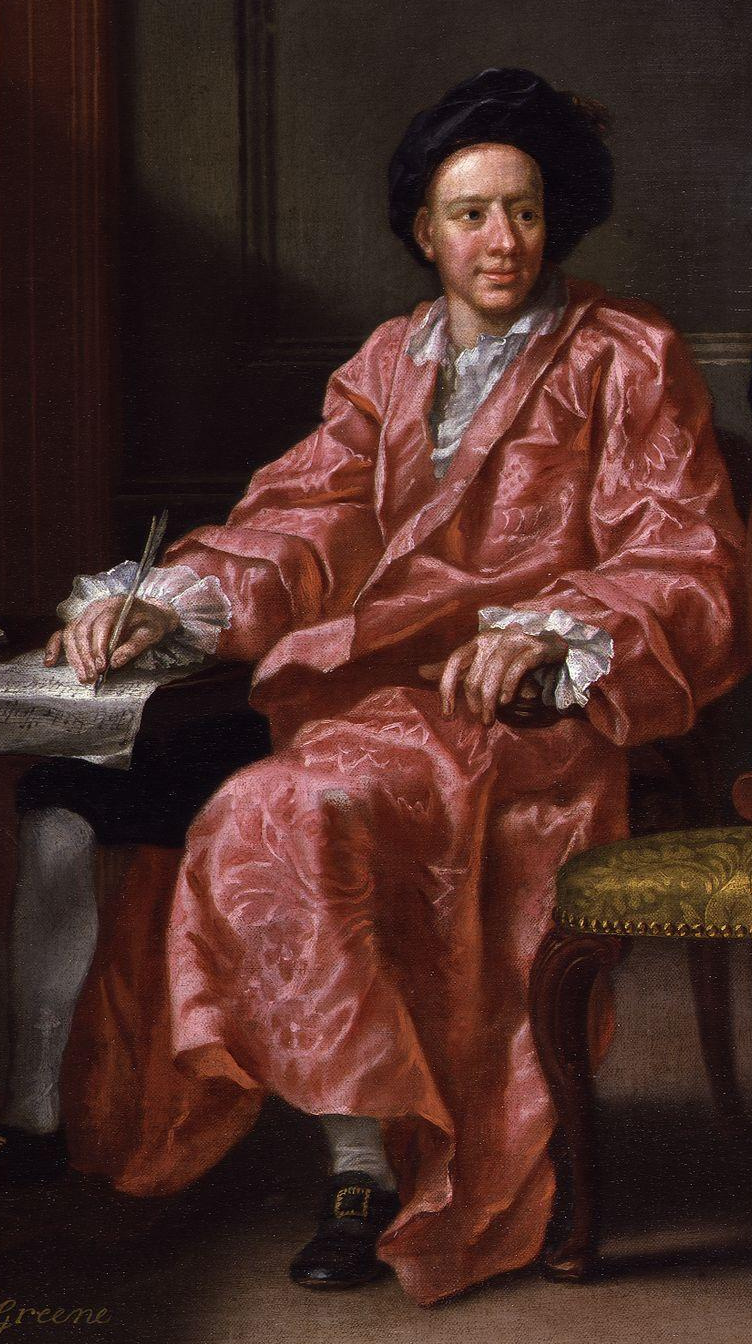
Maurice Greene

Maurice Greene (* 12. August 1696 in London; † 1. Dezember 1755 ebenda) war ein englischer Komponist und Organist des Barock.

## Leben und Wirken
Maurice Greene wurde als Sohn eines Klerikers geboren und war unter Jeremiah Clarke und Charles King (1687–1748) Chorknabe an der St Paul’s Cathedral. Nach dem Stimmbruch studierte er bei Richard Brind Orgel und wurde nach Brinds Tod 1718 Organist an St. Paul’s. Ab seiner späten Jugendzeit, bis nach Antritt der Stelle an St. Paul’s war er mit Händel befreundet, dem er Zugang zu der Orgel der Kathedrale verschaffte und den er Brind vorstellte, mit dem er sich jedoch später heftig zerstritt.
1727 wurde Greene nach dem Tod von William Croft Organist an der Chapel Royal, und 1730 wurde er Professor of Music an der Universität Cambridge. 1735 wurde er zum „Master of the King’s Musick“ ernannt, ein prestigeträchtiger Posten am britischen Königshof, den außer ihm etwa auch John Eccles und Edward Elgar innehatten.
Bis kurz vor seinem Tod arbeitete Greene an der Sammlung Cathedral Music, die William Boyce vollenden sollte, sein Schüler und Nachfolger als Master of the King’s Musick. Viele Stücke aus dieser Zusammenstellung sind heute immer noch in anglikanischen Gottesdiensten im Gebrauch.
Greene schrieb sehr viel Vokalmusik, sowohl geistliche als auch weltliche, darunter das Oratorium The Song of Deborah and Barak (1732), Vertonungen von Sonetten aus Edmund Spensers Amoretti (1739), und eine Sammlung von Anthems (1743), deren bekanntestes Lord, let me know mine end ist.

## Werke

### Vokalmusik
- Anthem Hearken Unto Me, Ye Holy Children (1728)
- Oratorium The Song of Deborah and Barak (1732)
- Oratorium Jephtha (1737)
- Oper Florimel (1734)
- Sonettvertonungen aus Edmund Spenser Amoretti (1739)
- Sammlung von Anthems (1743)
  - Lord, let me know mine end
- Oper Phoebe (1747 fertiggestellt)

### Instrumentalmusik
- Choice Lessons für Cembalo (London, 1733)
- 6 Overtures … in Seven Parts, bearbeitet für Cembalo (London, 1745)
- A Collection of Lessons, für Cembalo (London, 1750)
- Twelve Voluntarys, für Cembalo oder Orgel (London, 1779)